# آموسکیاج
آموسکیاج (انگلیسی: Amoskeag) شرکت هلدینگ آمریکایی است، که در سال ۱۹۲۰ تأسیس شد.